# 洪七公
洪七公是金庸小說《射鵰英雄傳》和《神鵰俠侶》中的角色，為金庸小說武功绝顶的高手之一，乃「天下五絕」之一的「北丐」，是郭靖、黄蓉的師父，亦是天下第一大幫—丐幫幫主。
洪七公一張長方臉，頦下微須，粗手大腳，身上衣服東一塊西一塊的打滿了補釘，卻洗得干干淨淨，手里拿著一根打狗棒，背上負著個朱紅漆的大葫蘆，身法迅雷不可目，「神龍見首不見尾」是他一生的寫照。
登場回數:(射)12-13,15,18-23,33,35,39-40,(神)10-11

## 生平
洪七公為丐幫幫主，為人雖然玩世但正義且機智，德高望重，洪和藹正義，性格正直，豪俠，重民族大義，有俠義精神，嗜吃美食，得到江湖上的尊敬，對朋友講義氣，具有一切正派人物所應具有的優點，是個人人敬重的老英雄。 
洪七公年輕時加入丐幫之前，在北宋淪陷期間，他和家人曾被金官抓獲成了他們的奴隸。 洪七公生性貪吃，雖為乞丐，本應只能吃冷飯殘羹，但卻捨不得放棄美食。曾經因為貪吃誤事，導致他無法營救一位英雄而悔恨不已，因此自斷其右手食指作為懲罰，故又稱“九指神丐”。但始終改不了其貪吃的本性，始終都是一個為了吃甚麼都敢做的貪吃鬼。
他繼承丐幫，使其繼續成為武林第一大幫。無論黑白兩道都十分敬重他。但丐幫在分成「淨衣派」及「污衣派」，彼此爭吵不休；為平息兩派紛爭，故決定一年穿污衣、一年穿淨衣，每年輪流替換，但由始至終都未能徹底解決問題。
華山論劍時，洪七公憑藉高超武藝獲得「五絕」中“北丐”的稱號。洪七公一直率領丐幫抗擊金兵。
洪七公因為貪吃，一次偶然邂逅郭靖與黃蓉，黃蓉為了使七公多傳郭靖武藝，以精湛的廚藝，製作了許多名菜美食，如「玉笛誰家聽落梅」、「好逑湯」、「二十四橋明月夜」等，博取七公的歡心，七公也因此收了她與郭靖這兩位高徒，分別傳了郭靖「降龍十八掌」和授了黃蓉「逍遙遊」、「滿天花雨擲金針」等武功。此前他只曾花三天時間傳與穆念慈「逍遙遊」武功，晚年亦曾口述「打狗棒法」的招式授穆念慈之子楊過。
洪七公曾到過桃花島，以二人師父及媒人身份幫助郭靖與黃蓉定下親事，以免「西毒」歐陽鋒之侄兒（實際為私生子）歐陽克與黃蓉成婚。不過離開桃花島的時候，洪七公因俠義心腸，出手救了一生最大的敵人「西毒」歐陽鋒，卻反被對方用詭計毒傷，偷偷地用蛇杖中的蛇咬在他的肩膀上，使他武功盡失，幾乎喪命。在危急之下，洪七公因而把幫主之位連同「打狗棒法」傳給黃蓉。後來得「南帝」一燈大師合力翻譯「九陰真經」的總訣，又在黃藥師護持下盡復功力，並得以趕及參與二次華山論劍。
二次華山論劍時，他曾正氣凜然的告訴鐵掌幫幫主裘千仞，他手下殺過271人，但個個都是惡徒，死有餘辜，平生並沒有錯殺過一個好人，令裘千仞羞愧自殺（未遂）。
洪七將丐幫幫主的位子傳了給黃蓉後，獨個兒東飄西遊，尋訪天下的異味美食。廣東地氣和暖，珍奇食譜最多。他到了嶺南之後，得其所哉，十餘年不再北返中原，洪七公如登天界，其樂無窮。偶爾見到不平之事，便暗中扶危濟困，殺惡誅奸，以他此時本領，自是無人得知他來蹤去跡。有時偷聽丐幫弟子談話，得知丐幫在黃蓉及魯有腳主持下太平無事，內消污衣、淨衣兩派之爭，外除金人與鐵掌幫之逼，他老人家無牽無掛，每日只是張口大嚼、開喉狂吞便了。
後來因追殺「藏邊五醜」，追上華山時巧遇楊過。因欣賞楊過敢與自己同吃蜈蚣、又在崖邊守護雪中沉睡的洪七公三天三夜，兩人因而成為莫逆之交。但此時的華山，又上來了天下五絕的另一人兼自己死敵歐陽鋒，洪七公素知歐陽鋒歹毒。因此，新三版加寫說洪七公認為楊過「守信重義，人品遠勝西毒，那是『父不及子』了」。洪七公、歐陽鋒兩人是宿世敵手，雖然歐陽鋒神智錯亂，但一言不合，兩人還是各拿樹枝當棍棒，互相較勁了起來。
兩人打了四日，總之是打得神困力倦，幾欲虛脫，鬥過棍棒，休息了一下，兩人接著又比拼內力，結果竟戰到天下兩個「絕」均已奄奄一息。兩人隔天又開始比起了「紙上談兵」，比法是洪七公按招式逐一告訴楊過「打狗棒法」，楊過演給歐陽鋒看，歐陽鋒再思考足玆破解的杖法，兩人拆解了三天，到第三日歐陽鋒已破解「打狗棒法」的前三十五路，而「打狗棒法」的第三十六路「天下無狗」，這一式則讓歐陽鋒思考到一夜之間鬚眉盡白，似乎老了十多歲，這才將之破解。
新修版中兩人此刻又出掌比起了內力，但這時發生了奇妙的狀況，原來兩人各將《九陰真經》的內功正練、逆練到極點，而按《易經》中「物極必反」的道理，老陰升至盡頭即轉少陽，老陽升至頂點便轉少陰，洪七公之功由正轉逆，歐陽鋒則反由逆轉正，兩人內力頓時合而為一，水乳交融，一人是在寒冷澈骨時，因對方內力傳來而如沐春風，另一人是在全身炙熱時，接受對方內力而頓感清涼，兩人當下融為一幅「太極之圖」。
就在時刻，洪七公一躍而起，抱住歐陽鋒，說「咱倆殊途同歸，最後變成『哥倆好』」。歐陽鋒剎時迴光返照，記憶盡復，心中一片澄明，與洪七公相擁大笑，兩人在笑聲中同時辭世。死後由楊過葬於華山之巔。
於第二版《神雕俠侶》中，楊過護著懷有身孕的黃蓉抵抗金輪國師的追殺，臨危之際，黃蓉傳授三十六路打狗棒法七成口訣予楊過退敵。當黃蓉詢問七公是否安好，楊過擔心黃蓉狀況省略七公離世之事。新修版則是楊過將七公與歐陽鋒相鬥，之後離世等情況向黃蓉說明，得知後的黃蓉大悲之餘，只得打起精神面對眼前危難。
在神雕俠侶尾聲，郭靖與楊過等眾人赴華山祭拜洪七公。

## 評語
|          | 只有洪七公洪幫主行俠仗義，扶危濟困，我對他才佩服得五體投地。華山二次論劍之期轉瞬即至，即令有人在武功上勝過洪幫主，可是天下豪傑之士，必奉洪幫主為當今武林中的第一人。 |
| ——丘處機 | |

## 相關人物
- 徒弟：郭靖、黄蓉
- 東邪：黃藥師
- 西毒：歐陽鋒
- 南帝：段智興
- 中神通：王重陽
- 中頑童：周伯通
- 丐幫群丐：魯有腳等（分為淨衣派及污衣派）

## 影视形象

### 劇集
《射鵰英雄傳》：
- 陈飞龙：香港佳藝電視《射鵰英雄傳》（1976年）
- 劉丹：香港無綫電視《射鵰英雄傳》（1983年）、《射鵰英雄傳》（1994年）
- 劉江：香港無綫電視《射鵰英雄傳之九陰真經》（1993年）
- 魏骏杰：香港無綫電視《射鵰英雄傳之南帝北丐》（1994年）
- 孙海英：中國慈文影視《射鵰英雄傳》（2003年）
- 梁家仁：上海唐人公司《射鵰英雄傳》（2008年）
- 赵立新：中國華策影視、完美影視聯合出品《射鵰英雄傳》（2017年）
- 明道：中國企鵝影視、耀客傳媒聯合出品《金庸武侠世界》（2024年）

《神鵰俠侶》：
- 陈飞龙：香港佳藝電視《神鵰俠侶》（1976年）
- 劉丹：香港無綫電視《神鵰俠侶》（1983年）、《神鵰俠侶》（1995年）
- 梁家仁：台灣台視《神鵰俠侶》（1998年）
- 杨越：新加坡新傳媒《神鵰俠侶》（1998年）
- 大力：中國中央電視台《神鵰俠侶》（2006年）
- 印小天 ：中國華夏視聽、於正工作室聯合出品《神鵰俠侶》（2014年）
- 李天柱：中國芒果娛樂、盛夏星空傳媒聯合出品《新神鵰俠侶》（待播）

### 電影
- 谷峰：《射鵰英雄傳》（1977年）、《射鵰英雄傳續集》（1978年）、《楊過與小龍女》（1983年），邵氏公司
- 張學友：《射鵰英雄傳之東成西就》（1993年）、《東邪西毒》（1994年），學者電影公司
- 胡軍：《射鵰英雄傳：俠之大者》（2025年），中國電影股份有限公司

| 前任： 第十七代幫主 錢鶴星 | 丐幫 第十八代幫主 | 繼任： 第十九代幫主 黃蓉 |